# 小雕

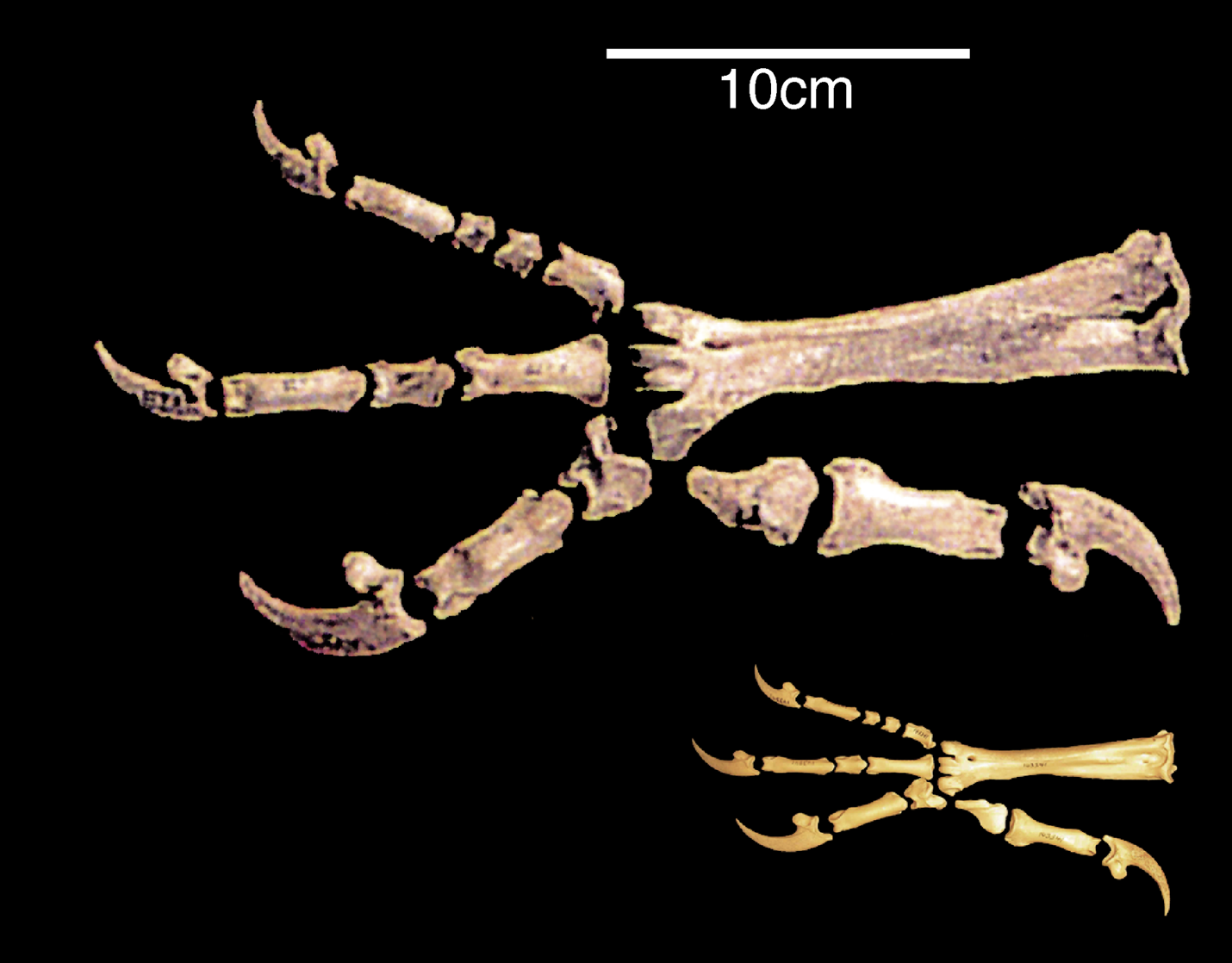
哈斯特鷹和小雕的爪體型比較

小雕（學名：Aquila morphnoides）是一種產於澳洲的較小的鷹。小雕身長55到68公分，大約重815克（1.8磅），一般住在樹林、草原或乾燥的地區，與古北界的靴雕和哈斯特鹰有親屬關係。